# Gerberga de Provença
Gerberga de Provença (? - ~1112) fou comtessa de Provença (1093-1112). Filla del comte Guifré I de Provença i la seva esposa, Dolça de Gavaldà. Fou germana del comte Bertran I de Provença i era neta per línia materna de Bertran II de Gavaldà. A la mort del seu germà Bertran fou nomenada hereva del comtat de Provença. Es casà vers el 1073 amb Gerbert de Gavaldà, fill de Berenguer de Rodés. El seu matrimoni amb Gerbert de Gavaldà suposà l'inici d'una nova branca dinàstica al comtat de Provença, així la dinastia Provença s'extingí amb ella naixent la dinastia de Millau-Gavaldà. D'aquest matrimoni nasqué Dolça de Provença (~ 1095-1127) que fou comtessa de Provença, casada el 1112 amb el comte de Barcelona Ramon Berenguer III. El matrimoni entre Dolça de Provença amb Ramon Berenguer III, comte de Barcelona, permeté l'entronització del casal de Barcelona a Provença durant els següents cinquanta anys.